# Mallee

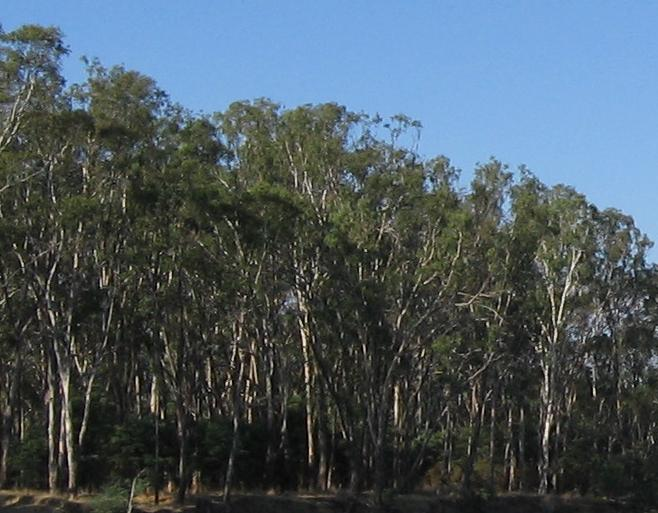
Un mali en la región de Tocumwal en Australia.

El término inglés, de origen aborigen, mallee o mali, utilizado en Australia, tiene significados diferentes pero que están relacionados entre ellos. 
Estos son:
- el término general que designa a los árboles y arbustos que poseen numerosos tallos saliendo directamente del suelo y que tienen una altura de menos de 10 metros.[1] Son por tanto un tipo de plantas que parecen un matorral pero de mayor talla. Los árboles que más a menudo pueden ser calificados de "Mallee" son los Eucalyptus, pero también a veces las Acacias o las Melaleucas.
- el nombre común inglés dado a ciertas especies de eucalyptus que se presentan como un "mallee" en el sentido primero son: Eucalyptus albopurpurea (en inglés: "Coffin Bay Mallee" o "Purple Flowered Mallee"), Eucalyptus angustissima (en inglés: "Narrow-leaved Mallee"), Eucalyptus dumosa (en inglés: "White Mallee"), Eucalyptus foecunda ("Fremantle Mallee" o "Narrow Leaved Red Mallee") y Eucalyptus forrestiana ("Fuschia Mallee").
- las zonas de malezas mediterráneas cuya vegetación principal está formada por "mallees" en el sentido primero y que es un poco comparable al maquis, cuya vegetación alcanza de 2 a 4 m de altura.
- El nombre dado a ciertas regiones del sur australiano cuya vegetación principal está constituida de "Mallee": son principalmente
  - El Mallee, un distrito del noroeste del estado de Victoria
  - El Mallee Murray, una región administrativa de Australia meridional.
  - El Mallee, una región geográfica de Australia Occidental.

Los mallees son la vegetación dominante en las zonas semiáridas de Australia con lluvia asegurada durante el invierno. En estas zonas forman extensos bosques y zonas de arbustos que llegan a cubrir unos 250,000 km². Por lo tanto, los bosques mallee son considerados uno de los principales grupos de vegetación de Australia.